# Portugal International 1967
Die Portugal International 1967 fand vom 28. bis zum 30. April 1967 im Liceu Pedro Nunes in Lissabon statt. Es war die dritte Auflage dieser internationalen Titelkämpfe in Portugal.

## Finalergebnisse
| Disziplin    | Sieger                           | Finalist                       | Ergebnis |
| ------------ | -------------------------------- | ------------------------------ | -------- |
| Herreneinzel | José Bento                       | Francisco Lemos                | 2-0      |
| Dameneinzel  | Isabel Rocha                     | Peggy Cohen                    | 2-1      |
| Herrendoppel | Fernando Pinto Francisco Lemos   | Anton Sauter Alegre dos Santos | 2-1      |
| Damendoppel  | Conceição Felizardo Isabel Rocha | Peggy Cohen Isabel Salema      | 2-0      |
| Mixed        | José Azevedo Isabel Rocha        | Fernando Pinto Peggy Cohen     | 2-0      |